# 日向夢子調停委員事件簿
『日向夢子調停委員事件簿』（ひゅうがゆめこちょうていいいんじけんぼ）は、2003年から2008年までフジテレビ系で放送されたテレビドラマシリーズ。全5回。主演は三田佳子。
放送枠は「金曜エンタテイメント」（第1作 - 第4作）、「金曜プレステージ」（第5作）。
第1作から第4作までの原作は夏樹静子で、正式なタイトルは『夏樹静子サスペンス』と冒頭に入る。第5作の原作は西村寿行。
第1作のタイトルは「調停委員日向夢子の事件簿」で、第2作以降「日向夢子調停委員事件簿」

## キャスト

### 東京家庭裁判所
日向夢子
演 - 三田佳子
民事調停委員。元・高校教師。夫である善造は伝説の名判事であったが、15年前に何者かに殺害されている。趣味はバードウォッチング。
織田麻里
演 - 坂井真紀
民事調停委員で、現在は刑事事件担当の弁護士も兼任（第5作）。夢子の家に居候している。幼稚園の頃、｢劇団こひばり｣にいた事がある。
氷室敬吾
演 - 北村総一朗
主任調停委員。名判事であった夢子の亡き夫を尊敬するも、その妻が夢子だとは気付いていない。夢子と麻里が捜査に首を突っ込むあまり、処理すべき案件が溜まっていくことに困っている。

### 警視庁江戸前警察署
諸星光一
演 - 赤坂泰彦
刑事課刑事。階級は警部。キャリア出。夢子は高校時代の担任であり、恩師である。そのため、捜査に首を突っ込む夢子に強く注意できないところも。源介とは元・暴走族仲間で、現在の立場になってもその関係は変わらない。
香月
演 - 木村昇（第2作 - 第5作）
刑事課刑事。諸星の部下。諸星を「キャリアの星」と慕うが、一方で源介から語られる諸星の過去に驚いている。

### 居酒屋
山本源介
演 - 山崎銀之丞
居酒屋主人。元・暴走族「青い稲妻」のリーダー。夢子は高校時代の担任であり、恩師である。店の客でもある彼女を昔の恩義か、助けている。
森達彦
演 - 森宮隆
居酒屋従業員。源介の弟分的存在。愛称は「たつ、たっちゃん」。麻里の事が好きだが、片思いである。

### ゲスト
第1作「殺意」（2003年）
- アイコ（ホステス） - 栗原瞳
- 宇野雄幸（サラリーマン） - 坂上忍
- 河辺利之（嵩の腹違いの弟・スナック経営者） - 高杉亘
- 榎嵩（榎公太郎の息子） - 梅垣義明
- 宇野杏子（宇野の妻） - 雅子
- 兵藤克己（判事） - 久保酎吉
- 金融業者 - 大沢樹生
- 榎公太郎 - 新井量大
- 安川初音（ブティック「ドリーム」経営者） - 洞口依子（幼少期：長谷川莉夏）
- 佐藤正宏、伊藤正博、中山克己、野村信次、木村翠、芦沢孝子、酒井麻吏、柳志乃、清水希香、中里朋代、山本剣

第2作「見知らぬ夫」（2004年）
- 吉田一男 - 坂入学
- 豊島百合（光男の妹） - 浅野麻衣子
- 石崎絹江（石崎の妻・元看護婦） - つみきみほ
- 石黒尚美（弁護士） - 河合美智子
- 豊島光男 - 津田寛治
- 石崎進（みのり製薬営業マン） - デビット伊東
- 遠藤加奈子（ホステス・百合の幼馴染） - 中村綾
- 石野（宝石店店主） - 柴田理恵
- 南條豊、桜井聖、柚原旬、小林和香、赤坂麻紀、山本剣、斉藤レイ、大久保乃武夫、中山省吾、玉井伸也

第3作「哀しい天罰」（2005年）
- 鳥飼松子（鳥飼の母） - 山口美也子
- 矢沢澄男 - 川端竜太
- 鳥飼祐平（無職・澄男の友人） - 阿部進之介
- 巽宏明（すみれの父） - 城後光義
- 鑑識 - 武野功雄
- 板井（澄男の同僚） - 大和
- 社長 - 浅沼晋平
- 北泉 - 沼崎悠
- 沢田美奈 - 藤崎桐子
- 巽秋枝（すみれの母） - 山口いづみ
- 巽すみれ（3年前死亡） - 華彩なな
- 風野（ホームレス） - モロ師岡
- 牧師 - 藤木孝
- 片桐響子（主任検事） - 星由里子

第4作「復讐」（2006年）
- 八島邦彦（警備員） - 徳山秀典
- 青木昇（青木の息子） - 佐藤勇輝
- 森口ミドリ（玲子の娘・昇の友達） - 田中明
- 鷲津昭夫（車のセールスマン） - 岡森諦
- 迫水弓子（迫水の妻） - 三原珠紀
- 角加代子（青木家の家政婦） - 椋木美羽
- 迫水勝 - 布川敏和
- 鷲津久江（鷲津の妻） - 鹿沼絵里
- 理枝（青木の元妻・昂の実母）- 大竹一重
- 森口玲子（保険営業） - 渡辺典子
- 青木鎮雄（三月物産 企画部長） - 田中健
- 水上竜士、杉本美保、中丸シオン、屋根真樹、大庭一宏

第5作「高価な代償」（2008年）
- 横田保夫（顔にアザのある男） - ガダルカナル・タカ
- 秋山昌三（浜松水道警察署 署長） - 石井愃一
- 猪熊強 - 深見亮介
- 山田良男（調停委員） - 坂入学
- 南 - 黒田眞澄
- 刑事部長 - 坂田雅彦
- 林（ホームレス） - 根本和史
- 光村永作 - 佑々木優
- 平岡建夫（直哉の父） - 加藤治
- 遠野（浜松水道警察署 刑事） - 茂木和範
- レスキュー隊員 - 増田英治
- 直哉の妻 - なかしまみゆき
- 平岡謙介（直哉の兄） - 大鶴義丹
- タク（教え子） - 大久保運
- 裁判長 - 野村信次
- 運転手 - ホリベン
- 斉藤佐知子（横田の元妻） - 中野若葉
- 平岡直哉（殺人罪で逮捕された男） - 加瀬尊朗
- ルミ子（スナックのママ） - 松本ちえこ
- 芳村典彦 - 平賀雅臣
- 日向善造（夢子の夫・15年前死亡） - 梅宮辰夫
- 萬井真代、篠崎元、渡仲裕蔵、及川桜

## スタッフ
- 原作 - 夏樹静子（1-4）、西村寿行（5）
- 脚本 - 田中江里夏
- 演出 - 七高剛（1・3・5）、石川剛（2）、本橋圭太（4）
- フジテレビ編成企画 - 荒井昭博、熊谷剛（2-）
- VFX - 石井教雄（5）
- 選曲 - 小堀博孝（2）、田中稔（3）、栗山伸彦（4）、石井和之（5）
- 特殊効果 - 納富喜久男（5）
- 演出補 - 羽石龍太郎（1）、加藤伸一、（2）、萩原孝昭（3）、小池哲夫（4）、大畑真治（5）
- スケジュール - 本橋圭太（2）
- アクションコーディネーター - 釼持誠（2.4）、森崎えいじ（3）、佐々木修平（5）
- 映像協力 - NHK（2）
- 技術協力 - バスク（1-3）、ニユーテレス（4.5）
- 美術協力 - フジアール（1-3）、テレビ朝日クリエイト（4.5）
- スタジオ - TMC/レモンスタジオ（1.2）
- プロデューサー - 小田切成明（1.2）、指田貴行（3.4.5）、曽根和子（2.3.4）、大庭成子（5）
- 制作 - フジテレビ、アズバーズ

## 放送日程
| 話数 | 放送日        | サブタイトル | 原作                                            | 脚本       | 演出     | 視聴率 |
| ---- | ------------- | ------------ | ----------------------------------------------- | ---------- | -------- | ------ |
| 1    | 2003年8月01日 | 殺意         | 夏樹静子「路上の奇禍」                          | 田中江里夏 | 七高剛   | 16.3%  |
| 2    | 2004年3月12日 | 見知らぬ夫   | 夏樹静子「見知らぬ夫」 （「ガラスの絆」所収）   | 田中江里夏 | 石川剛   | 14.4%  |
| 3    | 2005年1月21日 | 哀しい天罰   | 夏樹静子「酷い天罰」 （「死なれては困る」所収） | 田中江里夏 | 七高剛   | 14.1%  |
| 4    | 2006年6月09日 | 復讐         | 夏樹静子「最後に愛を見たのは」                  | 田中江里夏 | 本橋圭太 | 13.9%  |
| 5    | 2008年8月22日 | 高価な代償   | 西村寿行「高価な代償」 （「原色の蛾」所収）     | 田中江里夏 | 七高剛   | 08.2%  |

- 視聴率はビデオリサーチ調べ、関東地区・世帯